# Alexandru I. Lapedatu
Alexandru I. Lapedatu (n. 14 septembrie 1876, Săcele, Austro-Ungaria – d. 30 august 1950, Sighetu Marmației, Maramureș, România) a fost ministrul cultelor și artelor în șase guverne și ministru de stat al României în patru guverne, președinte al Senatului României, membru titular al Academiei Române, președintele acesteia și secretarul său general.

## Familia
Alexandru I. Lapedatu a fost fiul lui Ioan Alexandru Lapedatu, doctor al Universității din Bruxelles, poet, prozator și jurnalist român transilvănean și profesor de limbi clasice la Școalele Centrale Române greco-ortodoxe din Brașov (azi, Colegiul Național „Andrei Șaguna”).
Alexandru I. Lapedatu a avut un frate geamăn, Ion I. Lapedatu, economist, politician și Guvernator al Băncii Naționale a României. Gemenii au rămas orfani de tată la vârsta de un an și jumătate. Mama lor a primit un modest ajutor social de la municipalitatea Brașov și a fost sprijinită de familie.
Alexandru I. Lapedatu s-a căsătorit cu Victoria Pană (1878-1965) la 1 iunie 1911; o văduvă cu doi copii din prima căsătorie, Mircea și Maria Lipăneanu. Ei au avut o fiică, Ana Victoria, zisă Mica (1914-1999).

## Studii
Alexandru I. Lapedatu s-a înscris la școala primară din satul natal în 1883; apoi la Brașov și din 1888 la Iași, unde mama lui se recăsătorise după moartea tatălui. A început colegiul la Brașov, dar a revenit la Iași unde a obținut diploma de bacalaureat la Colegiul Central din Iași. A studiat la Facultatea de Litere și Filozofie a Universității din București, absolvind în 1904 și obținând licența în geografie și istorie în 1910 cu calificativul „magna cum laude”.

## Ocupații profesionale
Alexandru I. Lapedatu și-a finanțat studiile dând meditații și exersând diferite funcții între care corector de noapte și apoi autor al unei coloane la ziarul „România Jună” (1899) sau professor de limba română la Colegiul Francez și la Colegiul lui Lolliot Henry (1901-1903).
El a început să publice studii de istorie națională încă din facultate, obținând premiul Fundației Universitare Carol I pentru lucrările asupra domnitorilor Radu cel Frumos și Vlad-Vodă Călugărul, fiind laureatul Universății și câștigătorul importantului premiu „Hillel” pentru lucrarea Istoria breslelor la români.
La absolvirea facultății, Alexandru I. Lapedatu a fost chemat ca funcționar la Biblioteca Academiei Române (secția manuscriselor) unde a lucrat între 1903 și 1908; totodată a ocupat funcția de profesor suplinitor la Colegiul Național Sfântul Sava din București.
În 1904 a fost desemnat ca secretar al Comisiunii Monumentelor Istorice, devenind membru pe 12 august 1919 și președinte al secțiunii pentru Transilvania (1921 – 1941). El a fost ales Președinte al Comisiunii Monumentelor Istorice pe 15 octombrie 1941, exersând această funcție până la dizolvarea Comisiunii de către regimul communist în 1948.
Alexandru I. Lapedatu a fost activ în numeroase comisii și asociații. El a fost numit secretar al Comisiei Istorice Române în 1909 și a devenit membru între 1911-1919, reconfirmat prin decret regal în 1924.
A fost secretarul Comitetului Asociației „Steaua” înființată de Spiru Haret și a editat ultimele 27 monografii ale acesteia, de la nr. 20 la nr. 47, cu conținut preponderent istoric. A fost ales în asociația „Arta Românească” în 1909; a fost membru activ al Societății Regale Române de Geografie (1915); a fost ales membru onorific al Societății Numismatice Române (1920); a asigurat președinția Comisiunii pentru reforma organizării muzeelor din Transilvania (1921) și a Comisiunii instituite pentru organizarea arhivelor din Transilvania; a fost numit membru al Comisiunii pentru naționalizarea numelor de localități din Transilvania, Banat și părțile ungurești și al Comisiunii pentru verificarea lucrărilor de valoare a bunurilor publice ale fostei monarhii austro-ungare (1922); pe 9 noiembrie 1922 a fost proclamat membru onorific al Societății Istorico-arheologice Bisericești din Chișinău; a fost delegatul permanent al prefecturii județului Cluj în Comitetul Societății Muzeului Ardelean (Erdélyi Muzeum Egyesület) (1925) etc.
În 1919 când Consiliul Dirigent al Transilvaniei, Banatului și ținuturilor românești din Ungaria a înființat la Cluj prima Universitate românească din Ardeal, el a fost numit pe 23 august 1919 profesor de istoria veche a românilor, fiind confirmat prin decret regal pe 28 ianuarie 1920; el a exersat această funcție până în 1938. A fost ales decan (1921-1922) și vice-decan (1922-1923) al Facultății de Litere și Filozofie și a fost co-fondator, împreună cu colegul său Ioan Lupaș, al Institutului Național de Istorie din Cluj, azi Institutul de Istorie "Gheorghe Barițiu" al Academiei Române. El a fost co-directorul institutului (1920-1938), apoi directorul său onorific (1943-1945).
Alexandru I. Lapedatu a fost director general al Arhivelor Statului Român (30 martie 1923-24 martie 1924).
În paralel cu activitățile sale academice, Alexandru I. Lapedatu a ținut conferințe la Universități populare: la Școala de vară de la Vălenii de Munte inițiată în 1914 de Nicolae Iorga; la Extensiunea Universitară din Cluj, 1925, unde a fost ales președinte de onoare; și la Universitatea Liberă (sau Asociația Universității Populare) sub direcția Sabinei Cantacuzino.
În 1910 Alexandru I. Lapedatu a fost ales membru corespondent iar în 1918 membru activ al Academiei Române, Secția Istorică. A fost ales vicepreședinte (1934-1935, 1938-1939), apoi președinte al Academiei Române (3 iunie 1935-31 mai 1938), iar la sfârșitul mandatului a fost ales Secretar General (30 mai 1939-12 august 1948). Alexandru I. Lapedatu a fost unul din cei 113 membri ai Academiei Române epurați prin Decretul Nr. 76 din 8 iunie 1948 al regimului comunist. Adunarea Generală a Academiei Române l-a repus în drepturi pe 3 iunie 1990.
Lista publicațiilor științifice ale lui Alexandru I. Lapedatu conține 424 titluri.

## Activitatea politică
Trăgându-se dintr-o familie „întărită de conștiința drepturilor omului cu fruntea neplecată”, care înțelesese că „românii trebuie să rămână cerbicoși în aspirațiile lor – să prospereze cu energie cătră țintă și să se sacrifice...”, Alexandru I. Lapedatu a participat încă din anii de liceu, ca mulți dintre congenerii săi, la mișcările de protest ale românilor contra opresiunii naționale, cum ar fi demonstrațiile de solidaritate cu memorandiștii care au avut loc la Iași. În timpul studiilor universitare, el a devenit un mebru activ al Ligii pentru Unitatea Culturală a Tuturor Românilor (pe scurt, Liga Culturală).
La începutul primului război mondial, la București, el a fost numit secretarul Comitetului de ajutorare a refugiaților din Transilvania, Banat și Bucovina (1914-1916). În ianuarie 1918, la Odesa, el a fost co-fondator al Comitetului național al românilor emigrați din Austro-Ungaria, care apoi l-a ales președinte, s-a mutat la Iași și a devenit o platformă politică aducând contribuții substanțiale în prepararea României pentru viitoarele negocieri de pace.
În 1920, Alexandru I. Lapedatu a fost numit membru al Comisiei de Încoronare însărcinată cu organizarea festivităților care l-au consacrat pe Ferdinand I ca rege al tuturor românilor, încheind formal procesul politic al Marii Uniri. În 1927, la moartea regelui Ferdinand I, el a fost membru în delegația Senatului la stabilirea Regenței, acompaniind-o la depunerea jurământului în fața camerelor reunite ale Parlamentului.
El a devenit membru al Partidului Național Liberal (PNL) în 1920, fiind ales membru al Comitetului Central și al Delegației Permanente, devenind leaderul indubitabil al liberalilor în Transilvania.
Alexandru I. Lapedatu a fost primul profesor al noii universități românești de la Cluj ales să o reprezinte în Senatul României (1919-1920).
El a avut primul succes în alegeri în 1922, candidând din partea PNL pentru Camera Deputaților în circumscripția Ceica (Bihor). Din acest moment și până în 1940 el a fost ales în toate legislaturile fie în Camera Deputaților, fie în Senat; în 1936 el a devenit senator de drept și a fost ales Președinte al Senatului României între 16 noiembrie 1936 - 20 martie 1937. El și-a pierdut calitatea de Senator la desființarea Parlamentului sub dictatura militară. După război el a fost ales în Camera Deputaților pentru ultima data, obținând unul din rarisimele mandate care nu au revenit comuniștilor și aliaților lor în alegerile puternic fraudate sub presiunea sovietică (1946 -1947).
Alexandru I. Lapedatu a fost Ministru al Artelor și Cultelor în șase guverne și Ministru de Stat în patru guverne; pe 9 iunie 1936, fiind Ministru de Stat, el a preluat și responsibilitatea pentru Departamentul Cultelor și Artelor ca și pentru Sub-secretariatul minorităților de sub egida Președinției Consiliului de Mininștri, iar între 4-6 iunie 1927 el a fost, în plus față de mandatul său, Ministru ad-interim al Muncii, Cooperării și Asigurărilor Sociale. Ca Ministru de Stat pentru Ardeal în guvernul I.G. Duca, el a fost unul din co-semnatarii Jurnalului Consiliului de Miniștri din 9 decembrie 1927 care a scos în afara legii grupul fascist „Garda de Fier”; ca răzbunare, membrii Gărzii de Fier l-au asasinat pe primul ministru în 30 decembrie 1933. Lista funcțiilor sale guvernamentale și parlamentare  este prezentată în tabela următoare.
| Funcții guvernamentale | Funcții guvernamentale | Funcții guvernamentale       | Funcții guvernamentale                                             | Funcții parlamentare | Funcții parlamentare                             | Funcții parlamentare                                                    | Funcții parlamentare |
| De la                  | Până la                | Prim-ministru                | Funcția                                                            | De la                | Până la                                          | Camera                                                                  | Circumscripția       |
| 1.12.1919              | 12.3.1920              | Vaida-Voevod (1) (Federația) |                                                                    | 1919                 | 1920                                             | Senator                                                                 | Uni. Cluj            |
| 19.1.1922              | 29.3.1926              | I. I. C. Brătianu (6)        | 30.10.1923: Ministrul Cultelor și Artelor                          | 27.2.1922            | 27.3.1926                                        | Deputat                                                                 | Bihor                |
| 30.4.1926              | 4.6.1927               | Averescu (3)                 |                                                                    | 25.6.1926            | 6.6.1927                                         | Senator                                                                 | Uni. Cluj            |
| 4.6.1927               | 20.6.1927              | Stirbey                      | Ministrul Cultelor și Artelor                                      |                      |                                                  |                                                                         |                      |
| 21.6.1927              | 24.11.1927             | I. I. C. Brătianu (7)        | De la 22.6.1927: Ministrul Cultelor și Artelor                     | 17.7.1927            | 10.11.1928                                       | Senator                                                                 | Brașov               |
| 24.11.1927             | 9.11.1928              | Vintilă Brătianu             | Ministrul Cultelor și Artelor                                      |                      |                                                  |                                                                         |                      |
| 10.11.1928             | 6.6.1930               | Maniu (1)                    |                                                                    | 22.12.1928           | 30.4.1931                                        | Senator                                                                 |                      |
| 7.6.1930               | 12.6.1930              | Mironescu (1)                |                                                                    | 22.12.1928           | 30.4.1931                                        | Senator                                                                 |                      |
| 13.6.1930              | 9.10.1930              | Maniu (2)                    |                                                                    | 22.12.1928           | 30.4.1931                                        | Senator                                                                 |                      |
| 10.10.1930             | 17.4.1931              | Mironescu (2)                |                                                                    | 22.12.1928           | 30.4.1931                                        | Senator                                                                 |                      |
| 18.4.1931              | 5.6.1932               | Iorga                        |                                                                    | 15.6.1931            | 10.6.1932                                        | Deputat                                                                 | Brașov               |
| 6.6.1932               | 10.8.1932              | Vaida Voevod (2)             |                                                                    | 30.7.1932            | 18.11.1933                                       | Senator                                                                 | Uni. Cluj            |
| 11.8.1932              | 19.10.1932             | Vaida Voieod (3)             |                                                                    | 30.7.1932            | 18.11.1933                                       | Senator                                                                 | Uni. Cluj            |
| 20.10.1932             | 13.1.1933              | Maniu (3)                    |                                                                    | 30.7.1932            | 18.11.1933                                       | Senator                                                                 | Uni. Cluj            |
| 14.1.1933              | 13.11.1933             | Vaida Voevod (4)             |                                                                    | 30.7.1932            | 18.11.1933                                       | Senator                                                                 | Uni. Cluj            |
| 14.11.1933             | 29.12.1933             | Duca                         | Ministru de Stat (Ministrul Ardealului)                            |                      |                                                  |                                                                         |                      |
| 30.12.1933             | 3.1.1934               | Angelescu                    | Ministru de Stat                                                   |                      |                                                  |                                                                         |                      |
| 5.1.1934               | 1.10.1934              | Tătărăscu (1)                | Ministru de Stat. De la 9.6.1934: + Cultele și Artele; Minoritiăți | 1.2.1934             | 19.12.1937 16.11.1936-20.3.1937 Din martie 1936: | Senator Președinte Senat Senator de drept                               | Cluj                 |
| 2.10.1934              | 28.8.1936              | Tătărăscu (2)                | Ministrul Cultelor și Artelor                                      | 1.2.1934             | 19.12.1937 16.11.1936-20.3.1937 Din martie 1936: | Senator Președinte Senat Senator de drept                               | Cluj                 |
| 29.8.1936              | 14.11.1937             | Tătărăscu (3)                | Ministru de Stat                                                   | 1.2.1934             | 19.12.1937 16.11.1936-20.3.1937 Din martie 1936: | Senator Președinte Senat Senator de drept                               | Cluj                 |
| 6.3.1945               | 30.11.1946             | Petru Groza (1)              |                                                                    |                      |                                                  | Sfârșitul mandatului de Senator de drept în urma desființării Senatului |                      |
| 1.12.1946              | 31.12.1947             | Petru Groza (2)              |                                                                    | 1.12.1946            | noiembrie 1947 (interzicerea PNL)                | Deputat în Parlamentul unicameral                                       | Cluj                 |

Alexandru I. Lapedatu s-a înscris în Frontul Renașterii Naționale înființat de regele Carol II prin Decretul Regal Nr. 4321 din 15 decembrie 1938 ca singura organizație politică legală în țară; Frontul Renașterii Naționale a fost transformat în Partidul Națiunii prin Decretul Regal Nr. 2056 din 22 iunie 1940, care a fost dizolvat de primul ministru Ion Antonescu la trei zile de la abdicarea lui Carol II prin Decretul din 9 September1940.
După lovitura de Stat a Regelui Mihai de la 23 august 1944 care l-a îndepărtat pe Ion Antonescu de la putere, partidele politice s-au pregătit să reintre în viața politică, iar Alexandru I. Lapedatu a preluat inițiațiva pentru Partidul National Liberal - Brătianu în Transilvania (un efort paralel cu un obiectiv similar a fost demarat în același timp de Gheorghe Tătărăscu). Alexandru I. Lapedatu a format în câteva circumscripții din Transilvania un cartel electoral cu Partidul Țărănesc, obținând o modestă și efemeră victorie electorală în alegerile din 19 noiembrie 1946, în care, în ciuda intensei presiuni și falsificării buletinelor de vot perpetrate de Blocul Partidelor Democrate dominat de communiști, doi candidați liberali au fost declarați aleși: Alexandru I. Lapedatu la Cluj și Vasile Netea la Satu Mare. El recunoaște însă repede că represiunea comunistă se va impune inevitabil, dar își păstrează speranța: în denunțul înregistrat la Securitate pe 30 septembrie 1949 se raportează că Alexandru I. Lapedatu „crede în viitorul neamului și în capitularea Rusiei și a comunismului”. Viziunea lui se va realiza peste mai mult de 50 de ani, la prăbușirea Zidului Berlinului.

## Misiuni internaționale
În 1917, armatele Triplei Allianțe au ocupat Bucureștiul și au început să avanseze către Iași. Guvernul României, refugiat la Iași, a decis să evacueze Tezaurul de Stat în Rusia. Evacuarea a avut loc în două etape. Alexandru I. Lapedatu a fost delegat să acompanieze al doilea transport care includea și bunuri culturale. El a plecat de la Iași către Moscova pe 28 iulie 1917, unde a rămas până pe 19 decembrie 1917, asistând la luarea în stăpânire a orașului de către revoluția bolșevică.
Alexandru I. Lapedatu a fost numit membru al delegației române la Conferința de pace de la Paris (1919), participând la negocieri în trei rânduri: decembrie 1918 - iunie 1919, întorcându-se în țară după ce asistase la ceremonia semnării Tratatului de la Versailles; din nou în iulie-august 1919 luând parte la faza incipientă a negocierilor privind Basarabia; și în fine decembrie 1919-martie 1920, contribuind la negocierule cu Ungaria concluzionate prin Tratatul de la Trianon.
Pe 31 martie 1922, el a fost numit consilier în delegația română la Conferința Economică și Financiară de la Genova (10 aprilie - 19 mai 1922) la care representanți din 34 de națiuni au discutat restaurarea Europei după primul război mondial.
Alexandru I. Lapedatu a condus delegația României la Conferințele Inter-Parlamentare de la Roma (1936) și de la Paris (1937) și a participat la a XXXV-a conferință de la Oslo (15-19 august 1939), unul dintre ultimele eforturi de a salvgarda pacea cu numai câteva zile înainte de izbucnirea celui de al doilea război mondial.

## Participarea României la Conferința de Pace de la Paris (1919)
Alexandru I. Lapedatu s-a angajat în lupta politică pentru unitatea națională a românilor încă din 1918, ca președinte al Comitetului national al românilor refugiați din Austro-Ungaria format la Odesa pe 21 ianuarie 1918, în scurtă vreme mutat la Iași. Comitetul s-a anagajat în lupta pentru unitatea politică a tuturor românilor, intenționând și să-i reprezinte în Asociația Naționalităților stabilită de Thomas G. Masaryk la Kiev. Ca președinte al acestui Comitet, Alexandru I. Lapedatu a intrat în contact cu personalitățile politice de frunte ale României și, mulțumită sprijinului ambasadorului Franței, Contele de Saint-Aulaire, cu reprezentanții Triplei Antente. La 6/19 octombrie, Comitetul a emis o Declarație contestând manifestul Împăratului Carol I al Austriei care proclama federalizarea imperiului; declarația, distribuită tuturor actorilor vieții politice din Iași, inclusiv regelui Ferdinand I, cerea unirea cu România a tuturor teritoriilor locuite de români. Martor al instalării Misiunii Germane la Iași ca o consecință a Tratatului de la București (1918), Alexandru I. Lapedatu a publicat articolul „Chestiunea transilvană” în „Neamul Românesc” afirmând că problema românilor își va găsi soluția când problema tuturor naționalităților va fi luată în considerare la tratativele de pace la sfârșitul războiului care, potrivit convingerii sale, urmau să aibă loc în viitorul apropiat.
În scrisoarea sa din 28 iunie 1918 adresată lui Ion I.C. Brătianu, președintele Partidului Național Liberal, Alexandru I. Lapedatu subliniază nevoia urgentă a unui document concis conținând poziția pe care trebuie să o adopte România în tratativele de pace cu privire la 1) situația geografică, etnică, socială, culturală și politică a românilor din Austro-Ungaria; 2) evoluția relațiilor între români și unguri; 3) de-naționalizarea practicată în Transilvania și Bucovina; ca și 4) necesitatea dezmembrării monarchiei austro-ungare ca premiză necesară pentru reconstrucția postbelică a unor state naționale. Recunoscîndu-i-se competența în materie, Alexandru I. Lapedatu a fost numit între 1919 și 1922 ca expert în delegația română la Conferința de pace de la Paris (1918); documentele pe care le-a redactat au fost supuse Conferinței și au fost utilizate de delegația română ca bază pentru negocieri.

## Politica culturală în România unită
Alexandru I. Lapedatu a desfățurat activități culturale în diferite asociații și fundații, cum ar fi Asociația Transilvană pentru Literatura Română și Cultura Poporului Român (ASTRA) care l-a proclamat membru de onoare (8/9 November 1924) și l-a ales membru activ în secția demografică și etnopolitică (14/15 septembrie 1935). Pentru ASTRA el a acordat fonduri, a ținut conferințe, a sprijinit publicarea bibliotecii ASTRA și a donat Fondul „Al. I. Lapedatu”.
Alexandru I. Lapedatu a avut convingerea că promovarea dezvoltării culturale este o misiune esențială a Statului și a națiunii și a propus și implementat măsuri culturale pentru prestigiul tuturor orașelor din țară și pentru prestigiul cultural și artistic al României întregite. El a formulat principiile conservării și restaurării monumentelor încă din 1911. Sub președinția sa, Secția pentru Transilvania a Comisiunii Monumentelor Istorice a executat între 1929-1948 peste 240 de proiecte de conservare și restaurare a patrimoniului românesc între care vestigii dacice și romane, biserici și mănăstiri medievale de piatră, arhitectura lemnului, icoane pe sticlă, castelele Hunedoara și Bran, palatul Suțu și casa Filipescu din București etc. După 1918, Comisiunea Monumentelor Istorice a efectuat importante lucrări de restaurare a monumentelor minorităților maghiare și săsești, cum ar fi biserici romano-catolice și evanghelice în Cluj-Napoca, Sibiu, Brasov, Alba Iulia, Sighișoara etc.
Ca Ministru al Cultelor și Artelor pentru aproape șapte ani, el a condus o intensă activitate în numeroase domenii:
- A inițiat și/sau a sprijinit inființarea de muzee la Bucureși (Pinacoteca Națională, Muzeele Theodor Aman, Kalinderu, Simu); la Cluj-Napoca (Muzeul Etnografic, Muzeul Limbii Române, Muzeul de Istorie Națională); la Vidra (Muzeul Avram Iancu); la Turnu Severin (ruinele podului lui Apolodor peste Dunăre construit pentru împăratul Traian); la Alba Iulia (Muzeul Unirii); la Constanța (Muzeul Dobrogei); ca și în numeroase alte orașe între care Turda, Sighișoara, Oradea, Arad, Sighetu Marmației, Timișoara, Dej, Herculane, Caransebeș, Târgu Mureș, Sarmizegetusa, Năsăud, Bistrița, Brașov, Făgăraș, Blaj, Sibiu, Zalău, Satu Mare, Deva, Piatra Neamț etc.[78][79]
- El a sprijinit financiar și a participat la dezvelirea monumentelor publice dedicate personalităților istorice și culturale românești între care Gheorghe Lazăr (Cluj, 1924); Avram Iancu (Baia de Criș, 1924); Ion Creangă, Nicolae N. Beldiceanu, Dimitrie Anghel, Nicolae Gane și Barbu Ștefănescu Delavrancea (Iași, 1924); Ioan Mihaly de Apșa (Sighetu Marmației, 1925); Ștefan cel Mare (Chișinău, 1925); Mihai Viteazul (1926, Guruslău, demolat în 1940 de autoritățile maghiare); B.P. Hasdeu (1927); D. Onciul (1927); Vasile Alecsandri (mausoleul de la Mircești, 1928); Horia, Cloșca și Crișan (Alba Iulia 1929); Barbu Ștefănescu Delavrancea (Oradea, 1934); Ecaterina Teodoroiu (Târgu Jiu, 1935); Vasile Lucaciu (Satu Mare, 1935); Spiru Haret (1940) etc.[80][81][82]
- Pentru a stimula dezvoltarea culturii naționale, Alexandru I. Lapedatu în funcția sa de Ministru al Cultelor și Artelor a instituit în 1925 premiile naționale pentru literatură și artă. Considerând că înființarea de instituții teatrale în limba națională este o datorie morală în noile provincii alipite României, o contribuție directă la unificarea culturală, el a colaborat cu autorii dramatici, actorii regizorii și directorii de teatru pentru a elabora o Lege pentru organizarea și administrarea teatrelor naționale și controlul spectacolelor în România pe care o supune Parlamentului. Legea teatrelor adoptată la 21 martie 1926 stabilește o protecție socială pentru artiști, incluzînd condiții de plată, de pensie, de rezolvare a litigiilor și alte drepturi, impunând în același timp obligația de a pune în scenă producții originale în limba română, alături de care se pot reprezenta și opera internaționale completând repertoriul.[83][84]

## Regimul general al cultelor în România (1926 – 1948)
Prima și cea mai dificilă provocare cu care a fost confruntat Alexandru I. Lapedatu ca ministru a fost stabilirea unui cadru legal pentru culte în România unificată.
El a elaborat expunerea de motive, semnalând că în România unită, în afară Biserica Ortodoxă Română, următoarele culte fuseseră recunoscute de Stat: biserica română greco-catolică (unită); biserica catolică (de rit latin, grec și armenesc); cultul reformat (calvinist); cultul evangelic luteran; cultul Unitarian; cultul mosaic; cultul musulman; și cultul baptist (recunoscut numai în Transilvania). Fiecare cult era guvernat de legislații diferite în regiunile venind din Rusia, Austria, Ungaria, Bulgaria, respectiv din Regatul României.
Cadrul legal era definit de Constituția din 1923 care garanta o libertate de conștiință absolută, dar stipula că Biserica Ortodoxă era dominantă iar biserica Greco-catolică era prioritară.
Alexandru I. Lapedatu recunoscut meritele istorice ale bisericilor menționate în Constituție, dar a dezvoltat un proiect legislativ care să consolideze suveranitatea și caracterul secular al Statului:
- El a început prin a propune o lege elevând statutul Bisericii Ortodoxe Române la rangul de Patriarhat care a fost adoptată de Parlament pe 25 februarie 1925 purtând semnătura lui ca ministru de resort;[88]
- În al doilea rând, a colaborat cu Sfântul Sinod al Bisericii Ortodoxe Române pentru a defini Statutul acesteia, unificând specificitățile regionale; la propunerea lui Alexandru I. Lapedatu, Statutul a fost adoptat de Parlament prin lege pe 6 mai 1925 purtănd semnătura lui ca ministru de resort;[89]
- În al treilea rând, a colaborat cu Ministerul de externe reluând negocierea unui Concordat cu Sfântul Scaun și concluzionând tratativele pe 15 ianuarie 1926, când părțile și-au confirmat accordul asupra textului oficial; Concordatul a fost semnat pe 10 mai 1926 de urmașul său în scaunul de ministru și a fost ratificat pe 12 iunie 1929.[90][91]

Întrucât cele două excepții menționate în Constituție căpătaseră o soluție satisfăcătoare, ele nu se mai aflau în poziția de a pune în discuție prerogativele Statului, ceea ce i-a permis lui Alexandru I. Lapedatu să introducă în Parlament, după foarte animate consultări și dezbateri, un proiect de lege pentru regimul general al cultelor adoptat cu cvasi-unanimitatea voturilor atât în Camera Deputaților cât și în Senat; legea a fost adoptată pe 22 aprilie 1928 și a rămas în vigoare până în 1948. A fost o contribuție esențială pentru unificarea tânărului Stat Român.

## Sfârșitul vieții
În 1950, regimul comunist a anulat pensia lui of Alexandru I. Lapedatu, lăsându-l fără nici un venit. El a fost arestat în noaptea de 5/6 mai 1950 în grupul „demnitarilor”. A murit pe 30 august 1950 în închisoarea din Sighetu Marmației și a fost îngropat în groapa comună fără semn pe mormânt. Cenotaful său se află în cimitirul „Groaveri” din Brașov.

## Distincții
Lui Alexandru I. Lapedatu i s-au decernat distincții naționale și străine:

### Distincții naționale
- Medalia jubiliară Carol I, Decret Regal Nr. 5384/28, Dec. 1905. Monitorul Oficial Nr. 218 / 1 ian. 1906 – 10 mai 1906
- Medalia Bene Merenti a Casei regale, Grad: Ofițer, sau cl. II, Decret Regal Nr. 885/24 mar. 1909
- Ordinul Steaua României, Grad: Comandor, Decret Regal din 21 oct. 1922
- Ordinul Coroana României, Grad: Marea Cruce, Decret Regal din 22 ian. 1926
- Ordinul Bene Merenti al Casei Regale, Grad: Comandor sau cl. I, Decret Regal Nr. 2749/ 3 nov. 1928 „Pentru merite istorice, literare și didactice”
- Medalia „Răsplata muncii pentru învățământ”, cl. I, Decret Regal Nr. 4102 / 17 nov. 1930 „Pentru servicii aduse învățământului”
- Semnul onorific „Răsplata muncii pentru 25 de ani în serviciul Statului”, Decret Regal Nr. 3994 / 10 December 1931
- Ordinul „Meritul cultural pentru litere și opere literare”, Grad: Ofițer sau cl. I, Decret Regal din 22 September 1931 „Pentru servicii aduse școalei, bisericii precum și pe tărâm literar, artistic, științiific și social”
- Medalia “Peleș”, instituită prin Decretul Regal Nr. 2305 / 16 aug. 1933; atribuită prin Decretul Nr. 224 / 25 sep. 1933
- Semnul onorific “Vulturul României”, Grad: Comandor sau cl. II, Decret Regal Nr. 2762 / 11 nov. 1933
- Ordinul Ferdinand I, Grad: Ofițer, Decret Regal din 15 mar. 1934
- Medalia centenarului regelui Carol I, Decret Regal Nr. 1915, 2036 / 1939 și Nr. 372 / 1940
- „Pentru contribuții aduse înzestrării oștirii”. Brevet dat de Ministerul înzestrării armatei, Nr. 6272 / p mar. 1940
- Ordinul și Medalia „Meritul cultural”, Grad: Comandor, Decret Regal Nr. 248 / 1 February 1943 “Pentru litere”

### Distincții străine
- Crucea Meritului Sfântului mormânt cu colan, Ierusalim, Decret Nr. 68 / 26 ian. 1924
- Ordinul „Polonia Restituta”, Clasa: Mare Cruce, 1925
- Medalia Ordinului Național al Legiunii de onoare, Grad: Comandor, Paris, Decret Nr. 56608 / 19 dec 1927
- Ordinul Coroana Italiei, Grad: Mare Cruce, Cancelaria Ordinelor nr. 1067 / 8 iun. 1928
- Ordinul St. Grigorie cel Mare, Grad: Mare Cruce (civil), Decret Pontifical al lui Pius XI / 10 sep. 1929
- Ordinul Leul Alb, Grad: Mare Cruce, Decret al Președintelui Cehoslovaciei, 1937
- Ordinul Coroana Yugoslaviei, Grad: Mare Cruce, Decret Nr. 1116 / 20 feb. 1937

## Recunoașterea
Străzi din România purtând numele lui Alexandru I. Lapedatu:
- Aleea Alexandru Lapedatu, Cluj-Napoca [95]
- Strada Alexandru Ion Lapedatu, Brașov [96]
- Strada Alexandru Ion Lapedatu, Săcele [97]

Alexandru I. Lapedatu a donat biblioteca sa Bibliotecii Centrale Universitare „Lucian Blaga” din Cluj-Napoca; numele lui este menționat în Cartea de Aur a donatorilor iar Sala de lectură a profesorilor îi poartă numele.
Bustul lui a fost plasat în fața Așezământului Cultural “Alexandru Lapedatu” din casa pe care a cronstruit-o în Cluj-Napoca, în care funcționează și Fundația Colegiul European.
Numele lui se află pe plăci puse la Academia Română, în holul Colegiului Național Andrei Șaguna și al Colegiului Național Sfântul Savan și pe casa natală din Săcele.

## Lucrări publicate selectate
- Vlad-Vodă Călugărul. 1482–1496, Atelierul grafic I. V. Socecŭ, București 1903
- Scurtă privire asupra cestiunii conservării și restaurării monumentelor istorice în România, Inst. de Arte Grafice Carol Göbl, S-sor I. St. Rasidescu, București 1911
- Monumentele noastre istorice în lecturi ilustrate alese, orânduite și publicate pe seama tinerimei școlare, Inst. de Edit. și Arte Grafice Flacăra, București 1914
- Un mănunchi de cercetări istorice, Inst. de Arte Grafice C. Sfetea, București 1915
- La Roumanie devant le Congrès de la Paix, Ed. Dubois et Bauer, Paris 1919
- Monsieur de Saint-Aulaire et les Roumaines réfugiés de l'Autriche-Hongrie pendent la grande guerre, Imprimerie SOCEC & Co S.A., Bucarest 1930
- Scrieri alese. Articole, cuvîntări, amintiri, Editura Dacia, Cluj-Napoca 1985
- Amintiri, Editate de Ioan Opriș, Editura Albastră, Cluj-Napoca 1998

## Galerie imagini

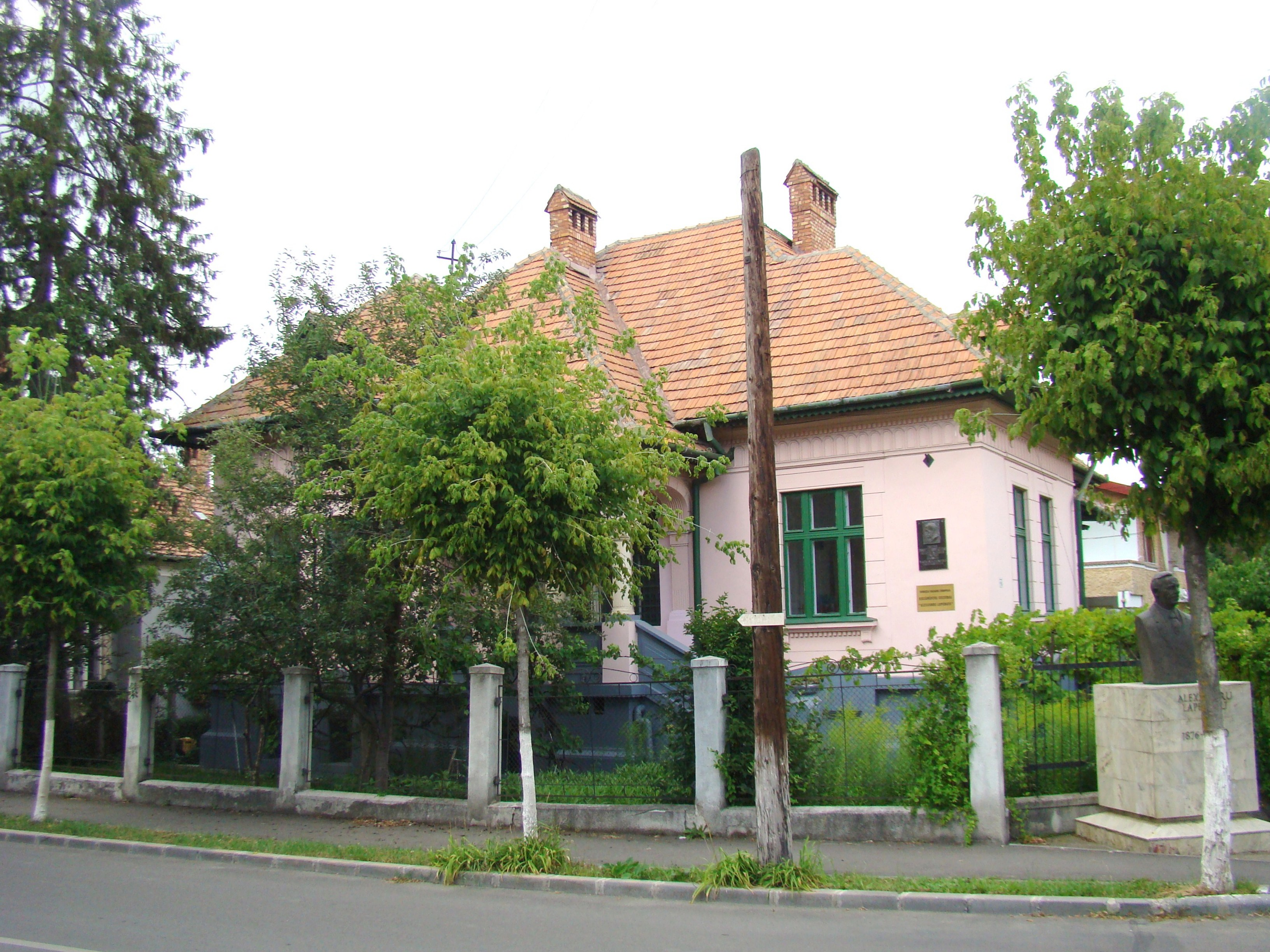
Casa din Cluj în care a locuit Alexandru Lapedatu, astăzi sediul Așezământului Cultural „Alexandru Lapedatu”
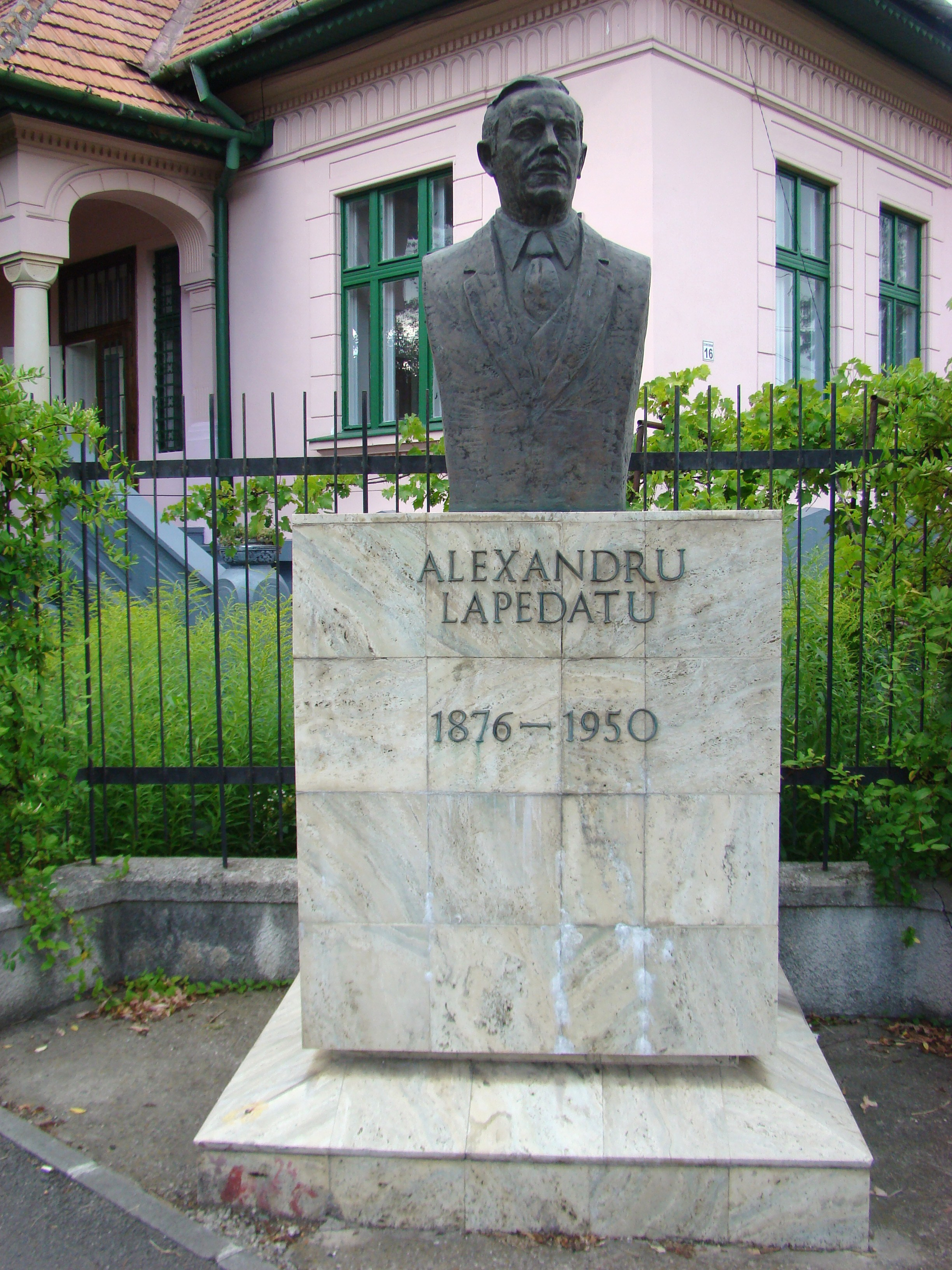
Bustul lui Alexandru Lapedatu
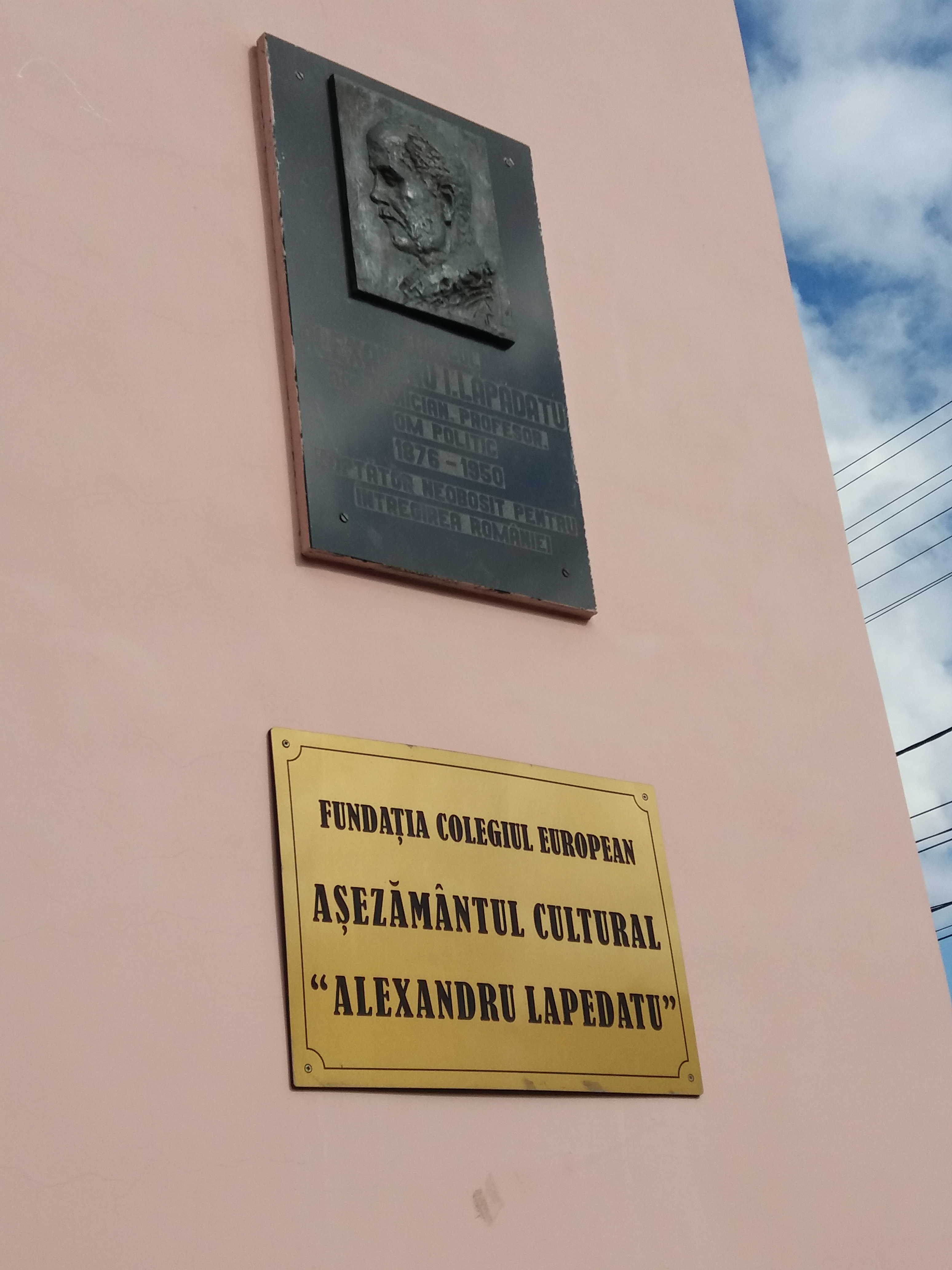
Așezământul Cultural „Alexandru Lapedatu”
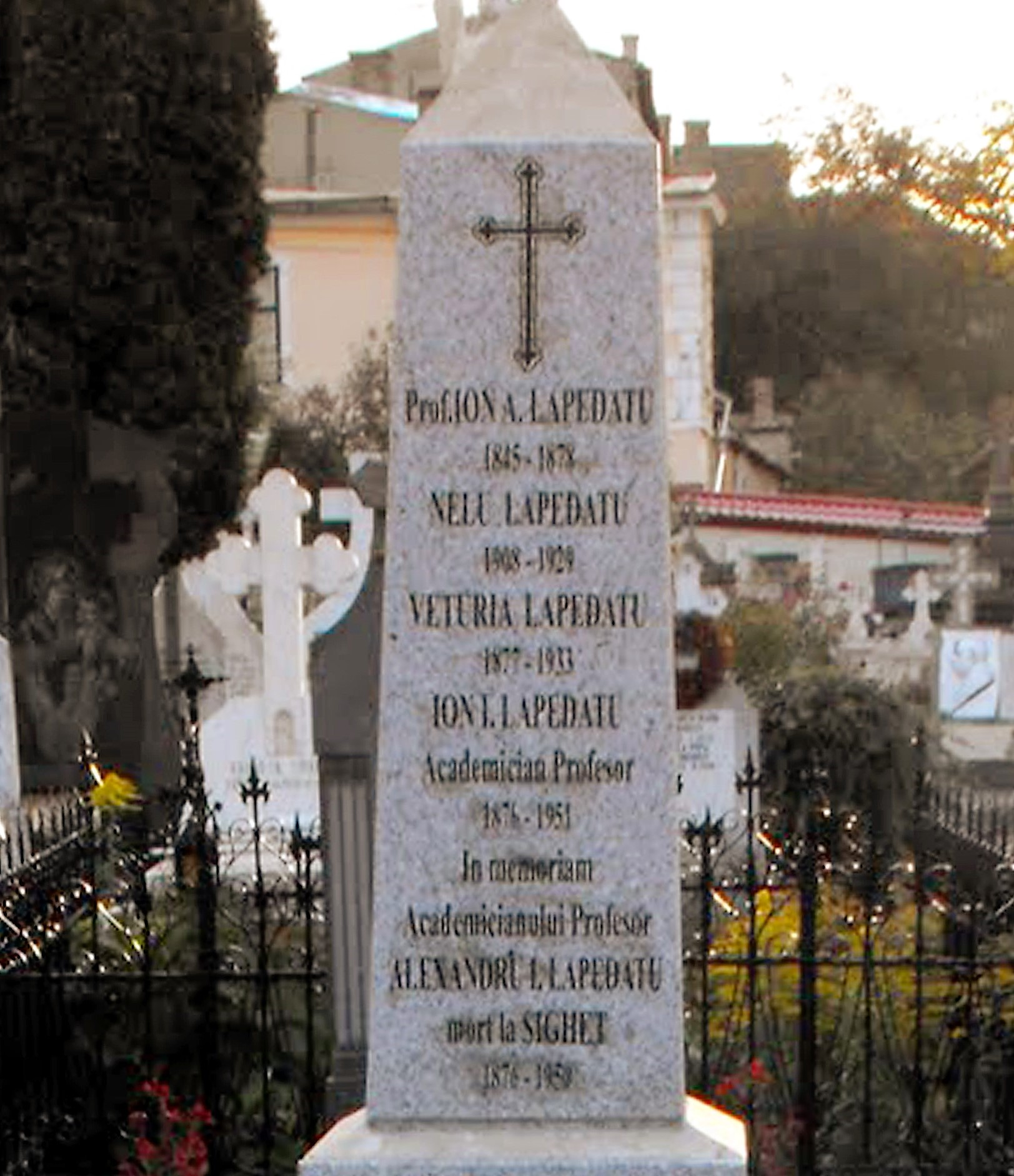
Cenotaful lui Alexandru I. Lapedatu din Cimitirul Groaveri, Brașov, România
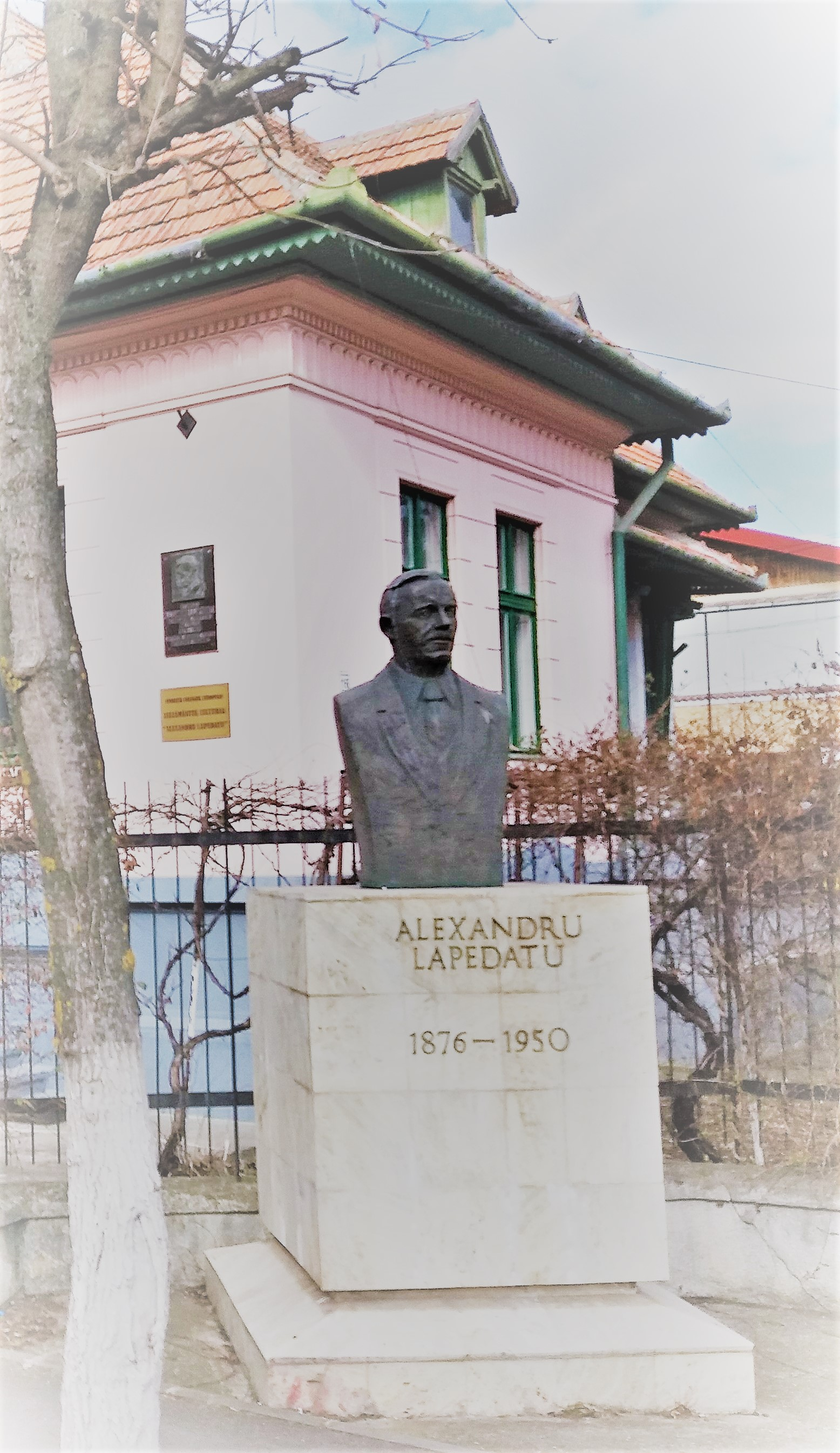
Casa și bustul lui Alexandru I. Lapedatu, Str. D. Bolintineanu Nr. 16, Cluj-Napoca, Romania